# (229) Adelinda
(229) Adelinda est un astéroïde de la ceinture principale découvert par Johann Palisa le 22 août 1882. Son nom fait référence à Adelinda, l'épouse de l'astronome Edmund Weiss.